# Juan Díaz Prendes
Juan Díaz Prendes (Gijón, 28 de juny de 1977) és un futbolista asturià, que ocupa la posició de migcampista.

## Trajectòria
Comença la seua carrera en modestos equips asturians, com el Candás o el Gijón Industrial. El 1998 fitxa per l'Sporting de Gijón, que l'hi incorpora al seu equip filial. Hi puja al primer equip a la temporada 00/01, en la qua hi disputa 19 partits i marca un gol.
A partir de la campanya següent es fa un lloc fix a l'alineació sportinguista, per aquell temps a Segona Divisió. Hi va sumar 202 partits amb els asturians entre 2001 i 2006. La temporada 06/07 fitxa pel Nàstic de Tarragona, amb qui debuta a primera divisió, jugant 30 partits. El conjunt català perd la categoria i l'asturià marxa al Polideportivo Ejido, amb qui encadena un nou descens, ara a Segona Divisió B.